# Intersil/Harris 6100
Intersil/Harris 6100 (IMS 6100) — 12-разрядный микропроцессор, совместимый по командам (с дополнительной TTL-обвязкой) с PDP-8/E. Также был известен под названием СMOS-8. Разработан в 1975 году. Тактовая частота до 8 МГц, на кристалле размещено порядка 20 тысяч транзисторов.
Использовался в терминалах DEC VT78 (1978—1980 годы), рабочих станциях DECmate (1980—1990 годы), компьютерах TLF MINI-12, Pacific CyberMetrix PCM-12, CESI SBC-8, ряде промышленных, военных и космических контроллеров. Кристаллы производились в «промышленном» и «военном» исполнении, в первом случае имея диапазон рабочих температур от −40 °C до +85 °C, во втором от −55 °C до +125 °C и повышенную устойчивость к радиации.
После прекращения производства в Intersil, небольшие партии клонов производила компания CESI, по крайней мере, до 1994 года. Отдельные системы на основе процессора находились в эксплуатации до 2000 года.

## Архитектура
- Общий размер напрямую адресуемой памяти — 4096 12-битных слов. Код программ и данные хранятся совместно. Аппаратный стек в оригинальной версии отсутствует, в версии 6120 есть.
- Одно маскируемое прерывание.
- 64 порта ввода-вывода.

### Регистры
- PC (Program Counter) — Программный счётчик (или указатель команды) — 12 бит.
- AC (Accumulator) — Аккумулятор — 12 бит.
- L (Linc) — Линк-регистр (или флаг) — 1 бит. Обычно эти два регистра при записи объединяли как AC/L
- MQ (Multiply Quotient) — 12 бит — вспомогательный, для временного хранения данных.
- MAR (Memory Addres Register) или OL (Output Latch) — 12 бит — регистр-указатель текущего адреса при обращениях к памяти и операциях ввода-вывода

В модификации 6120 были добавлены:
- SP1 и SP2 (Stack Pointers) — 12 бит — указатели стеков, доступные через регистр AC. Могли также использоваться как регистры для временного хранения данных. Для работы со стеком были введены инструкции PPCx, PACx, RTNx и POPx, где x — 1 или 2.

Имелись также служебные регистры:
- IR (Instruction Register) — 12 бит — Регистр инструкций, хранящий выполняемую команду.
- TEMP (Temporary Register) — регистр для временного хранения данных при исполнении инструкций процессором,
- Multiplexer — 12 бит — регистр — мультиплексор, содержал данные при передаче из/в процессор.

Для операций с памятью использовались регистры блока управления памятью: отдельного, в случае 6100, или интегрированного на кристалл для 6120.
- IF (Instruction Field) — 3 бита — Хранил три старших бита адреса, используемого для чтения инструкций, всех косвенных адресных указателей, и всех прямо адресуемых операндов. Мог быть прочитан в AC и загружен из IB,
- IB (Instruction Buffer) — 3 бита — Использовался в качестве буфера для инструкций, изменяющих IF. Мог быть загружен из битов инструкций, из AC и из ISF,
- ISF — 3 бита — сохранял содержимое IF при прерывании,
- DF (Data Field) — 3 бита — Хранил три старших бита адреса, используемого для всех косвенно адресуемых операндов,
- DSF (Data Save Field) — 3 бита — сохранял содержимое DF при прерывании.

### Технические характеристики
- Тактовая частота (МГц): 3,3; 4 и 8, поздние версии стабильно разгонялись до 15
- Разрядность регистров: 12 бит
- Разрядность шины данных: 12 бит
- Разрядность шины адреса: 12 бит для 6100 и 15 бит для 6120; шина данных и шина адресов мультиплексирована.
- Объём адресуемой памяти: 4096 12-битных слов (6 8-битных килобайт)
- Напряжение питания: +5 В, +10 В для 8Мгц модели
- Технология производства: Silicon Gate CMOS
- Корпус: 40-контактный керамический или пластиковый DIP

## Версии
С 1981 года выпускалась также модификация 6120, с интегрированным на кристалле менеджером памяти 6102 и некоторыми другими улучшениями. Чип 6102 добавлял ещё 3 линии к шине адреса, расширяя таким образом адресное пространство до 32К слов.

### Модели
- Harris M3-6100-3
- Harris M3-6100-6
- Harris M3-6100-9
- Harris M3-6100C-5
- Intersil IM6100CPL
- Intersil IM6100IDL
- Intersil IM6100IPL
- Intersil IM6100AIDL
- Intersil IM6100AIPL
- Intersil IM6100AMDL
- Intersil IM6100CCDL
- Intersil IM6100CCPL

### Специализированные микросхемы комплекта
- 6121 — контроллер прерываний
- 6101 — элемент параллельного интерфейса
- 6102 — менеджер памяти
- 6402/03 — микросхемы UART

## Руководства
- «Intersil 6100 microprocessor architecture», CPU World (англ.)
- Intersil, «IM6100 CMOS Family Sampler» (англ.)
- «Intersil IM6100 CMOS 12 bit microprocessor», Bitsavers.org (англ.)
- «CMOS DIGITAL DATA BOOK. Part of the Harris Spectrum of Integrared Circuits. 12bit microprocessors and Peripherals», Bitsavers.org (англ.)